# Takada Kengo
Kengo Takada (sinh ngày 24 tháng 8 năm 1989) là một cầu thủ bóng đá người Nhật Bản.

## Sự nghiệp câu lạc bộ
Kengo Takada đã từng chơi cho JEF United Chiba, Renofa Yamaguchi FC và Mio Biwako Shiga.